# 金曜ナイトドラマ
金曜ナイトドラマ（きんようナイトドラマ、Friday Night Drama）は、2000年4月からテレビ朝日系で金曜日の深夜に放送されている深夜ドラマ枠。ハイビジョン制作（2004年から）、ステレオ放送（開始当初から）、字幕放送を実施している。ただし、連動データ放送は実施していない。

## 概要
2000年春、テレビ朝日が連続ドラマ枠のテコ入れのため、月曜20時台枠の「月曜ドラマ・イン」と土曜20時台枠「サタデードラマ」の2枠を廃枠、代わって週末（金曜と土曜）の23時台枠に「ナイトドラマ」枠を新設。体裁上は「月曜ドラマ・イン」の枠移動である。本枠の人気をきっかけに、NHKや民放各局が深夜帯に連続ドラマ枠を新設するようなった。
開始当初は、この枠はローカルセールス枠であったため、テレビ朝日系列においても放送日時が異なる時差ネットを行っていた。2009年10月の『マイガール』からネットワークセールス枠に転換。後半パート（転換当初は前半パート）に全国ネットのスポンサーがつく。これによりテレビ朝日系列フルネット局では静岡朝日テレビと朝日放送→朝日放送テレビ を除く全局が同時ネットに切り替わった。
一方、改編期に同枠で放送される単発のバラエティ番組は引き続きローカルセールス枠を維持しているが、本時間帯がネットワークセールス化後もほとんどの系列局で同時ネットで単発番組を放送している。しかし、普段は金曜ナイトドラマをネットしている局においても、単発番組を別の時間での遅れネットもしくは非ネットとして『ナイトinナイト』枠の番組などの朝日放送テレビ制作番組の単発での放送や自社制作番組などを放送する局や、当枠の作品が放送されていない期間に限って『探偵!ナイトスクープ』を同時ネットで放送（当枠がネットワークセールスになる前にを同時ネットで放送していた局が中心）し、当枠の作品放送中は終了直後の遅れネットに戻る措置を取る局も存在する。
『芸能人格付けチェック』など朝日放送テレビ制作の全国ネット番組で本番組の宣伝をする場合でも、テレビ朝日他22局での放送時間で告知している。このため字幕テロップに「※一部地域を除く」の注釈が入っている。
完全デジタル化までの過渡期は、一部ネット局の地上デジタル放送においては、時差ネットの関係から14:9にサイズカットされた標準画質映像をアップコンバートした額縁放送となっていた。 また、一部の遅れネット局では、字幕データの購入に別途費用がかかるため、字幕放送を実施していなかった。
2024年4月期の『JKと六法全書』より解説放送を開始した。
複数シリーズにわたって放送された作品（別枠で放送されたもの含む）
- トリック（2000年 - 2014年） - 連続ドラマ3シーズン継続（うち第3シーズンのみ木曜ドラマ枠で放送）、その他特番3作
- OLヴィジュアル系（2000年 - 2001年） - 2シーズン継続（うち第1シーズンは土曜ナイトドラマ枠で放送）
- 特命係長 只野仁（2003年 - 2017年） -  連続ドラマ5シーズン継続（うち第4シーズンのみ木曜ドラマ枠で放送）、その他特番5作、AbemaTV用連続2シーズン、同スピンオフ1シーズン
- スカイハイ（2003年 - 2004年） - 2シーズン継続
- 時効警察（2005年 - 2019年） - 3シーズン継続、その他特番1作
- サラリーマン金太郎（2008年 - 2010年） - 2シーズン継続
- 警部補 矢部謙三（2010年 - 2017年） - 2シーズン継続、その他テレ朝動画用スピンオフ1シーズン
- ハガネの女（2010年 - 2011年） - 2シーズン継続（うち第2シーズンのみ木曜ドラマ枠で放送）
- 都市伝説の女（2012年 - 2013年） - 2シーズン継続
- 匿名探偵（2013年 - 2014年） - 2シーズン継続
- 信長のシェフ（2013年 - 2014年） - 2シーズン継続（うち第2シーズンは木曜20時枠（=本来は木曜ミステリー枠）で放送）
- 民王（2015年 - 2024年） - 2シーズン継続（うち第2シーズンは火曜21時枠にて放送）
- 家政夫のミタゾノ（2016年 - 2025年） - 7シーズン継続（うち第6、第7シーズンは火曜21時枠にて放送）
- おっさんずラブ（2016年 - 2024年） - 3シーズン継続（うち第1、第2シーズンは土曜ナイトドラマ枠で放送）
- 恋する警護24時（2024年 - 2025年） - 2シーズン継続（うち第1シーズンはオシドラサタデー枠にて放送）

## 特徴
『トリック』のヒットでこのドラマ枠の方向性が決まり、2001年以降は特にコメディ・アクションなどの作品が多く作られていた。2010年代に入ると、サスペンスやラブストーリーなど、硬派的要素の強い内容の作品も多く製作されているほか、『信長のシェフ』のような時代劇作品も制作されるようになる。現在もテーマの縛りは特になく、多様な作品が制作されている。23時台の枠ながら、スタッフや出演する俳優陣などはプライムタイムの作品と遜色ないものが多く、月9や日曜劇場、木曜ドラマなどで主演経験のある俳優の主演・出演も多い。
『トリック』をはじめ、『特命係長 只野仁』、『スカイハイ』、『時効警察』、『家政夫のミタゾノ』など人気作品も多く、シリーズ化やプライムタイム（木曜ドラマ枠など）へ進出した作品もある。映画化された作品も多い。
2007年7月期の『スシ王子!』で堂本光一（KinKi Kids）が主演をして以降、テレビ朝日における嵐や関ジャニ∞、Kis-My-Ft2などジャニーズ事務所（現：STARTO ENTERTAINMENT）所属タレントの主演作品はこの枠で放送されることが多くなった。2020年7月期には、ジャニーズJr.（現：ジュニア）配属グループの美 少年が主演する作品 が放送された。現在も相葉雅紀や生田斗真などジャニーズ事務所所属タレントの主演作品は度々制作されているものの、オシドラサタデーの登場により比較的分散している。
木曜ドラマ枠と同様に外部制作会社との共同制作を取る作品が多く、また、自社制作の作品でも制作協力の形で参加している場合がほとんどである。2010年代に入ってからは編成の関係上、放送回数が8話前後と少なくなる作品も多く、放送開始時期も他のドラマより遅くなることが多い。

## 編成
| 放送期間                | 放送時間（JST）             | セールス     | 備考                                                |
| ----------------------- | --------------------------- | ------------ | --------------------------------------------------- |
| 2000年04月 - 2001年09月 | 金曜 23:09 - 翌0:04（55分） | ローカル     |                                                     |
| 2001年10月 - 2009年09月 | 金曜 23:15 - 翌0:10（55分） | ローカル     | 『世界の車窓から』の時間変更に伴い、6分繰り下がる。 |
| 2009年10月 - 現在       | 金曜 23:15 - 翌0:15（60分） | ネットワーク | 5分拡大。                                           |

### 変則編成
- 毎年7月期（夏）クールは、全英オープンゴルフ（7月第3週の週末）の関係で、全英オープンの終了後から放送される場合が多いが、年によっては全英オープン前から放送し、当該の週は休止、全英女子オープンゴルフ（8月第1週の週末）の実施当該週は通常通り放送とし、1時間遅れの静岡朝日テレビ、朝日放送テレビも臨時に同時ネットになる作品（ABC-TVはゴルフ中継終了後からの時差放送のものも）が存在する。また毎年8月の『熱闘甲子園』（朝日放送→朝日放送テレビ・テレビ朝日共同制作）が放送される時期は、30分繰り下げ放送になる（ただし全試合中止の場合は30分繰り上げとなり、通常と同じ編成）。
- 2010年4月期 - 『警部補 矢部謙三』は『トリック』の劇場版とスペシャルドラマの宣伝のため、全6話（5月14日）で終了、続く『ハガネの女』は5月21日開始・7月2日終了。
- 2011年 - 『バーテンダー』は2月からのスタートとなった。これは2011年1月にテレビ朝日が独占中継しているAFCアジアカップ2011が開催され、1月21日（準々決勝）と28日（3位決定戦）の当時間帯に日本の試合が行われる可能性があった為である。結果、日本は決勝に進んだため（優勝）、1月28日の3位決定戦は中継されず、『くりぃむナントカ』のスペシャルを放送した。また、最終回を3月25日に予定していたが、3月11日に発生した東日本大震災の影響で1週遅延し、最終的には4月1日に最終回となった。
- 2015年 - 『セカンド・ラブ』は2月6日からの放送となった。スポーツ中継が絡まない場合にクール翌月からの開始となるのは非常に珍しい。
- 2016年 - 『スミカスミレ』も1月22日・29日に『サッカー リオ五輪アジア地区最終予選AFC U-23選手権』の準々決勝・3位決定戦（日本は決勝進出=優勝したため、3位決定戦放送はなかった）の放送枠を確保するため、2月5日からのスタートとなった。
- 2020年4月期 - 『家政夫のミタゾノ』（第4シリーズ）は、新型コロナウイルス流行による撮影中止のため第3話以降を6週延期し、その間は過去シリーズの傑作選のほか、5月29日のみリモートカメラを使用して制作された特別編が放送された。また、最終回が7月24日となったことから後番組の『真夏の少年〜19452020』が7月31日開始となっている。
- 2020年10月期 - 『24 JAPAN』は、テレビ朝日開局60周年記念番組と位置付け、原作（原案）となったアメリカの『24 -TWENTY FOUR-』と同じく、1つのストーリーを1時間ごとを1話、24時間＝24話に区切って描くという体裁をとるため、同年10月から2021年3月までの2クール（全24話）で放送された。また、同作のみ公式サイトに「金曜ナイトドラマ」の表記がなく、作品自体も特殊な立ち位置となっていることがうかがえる。

## 放送作品
| タイトル                                      | 放送期間                                          | 原作                                                                                       | 主演                                                    | 制作会社                                                        |
| 2000年                                        | 2000年                                            | 2000年                                                                                     | 2000年                                                  | 2000年                                                          |
| --------------------------------------------- | ------------------------------------------------- | ------------------------------------------------------------------------------------------ | ------------------------------------------------------- | --------------------------------------------------------------- |
| YASHA-夜叉-                                   | 4月21日 - 6月30日                                 | 吉田秋生                                                                                   | 伊藤英明                                                | 国際放映                                                        |
| トリック                                      | 7月7日 - 9月15日                                  |                                                                                            | 仲間由紀恵、阿部寛                                      | 東宝                                                            |
| 愛人の掟・あなたに逢いたくて                  | 10月13日 - 12月15日                               | 梅田みか（原案・脚本）                                                                     | 水野真紀                                                | イースト                                                        |
| 2001年                                        |                                                   |                                                                                            |                                                         |                                                                 |
| 愛は正義                                      | 1月12日 - 3月16日                                 |                                                                                            | 中村玉緒                                                | ファインエンターテイメント                                      |
| OLヴィジュアル系 （第2シリーズ）              | 4月13日 - 6月22日                                 | かなつ久美                                                                                 | 鈴木紗理奈                                              | CUC                                                             |
| 生きるための情熱としての殺人                  | 7月6日 - 9月21日                                  | 林秀彦                                                                                     | 釈由美子                                                | SWEET BASIL、シネハウス                                         |
| 嫉妬の香り                                    | 7月6日 - 9月21日                                  | 辻仁成                                                                                     | 本上まなみ、川原亜矢子                                  | MMJ                                                             |
| 2002年                                        |                                                   |                                                                                            |                                                         |                                                                 |
| トリック2                                     | 1月11日 - 3月22日                                 |                                                                                            | 仲間由紀恵、阿部寛                                      | 東宝                                                            |
| 九龍で会いましょう                            | 4月12日 - 6月28日                                 | 柴門ふみ                                                                                   | 石田ゆり子                                              | アズバーズ                                                      |
| ツーハンマン                                  | 7月5日 - 9月20日                                  | -                                                                                          | 中村俊介                                                | 共同テレビ                                                      |
| イヴのすべて （韓国ドラマ）                   | 10月11日 - 12月13日                               | -                                                                                          | チェリム（声：伊藤美紀） キム・ソヨン（声：藤原美央子） |                                                                 |
| 2003年                                        |                                                   |                                                                                            |                                                         |                                                                 |
| スカイハイ                                    | 1月17日 - 3月21日                                 | 髙橋ツトム                                                                                 | 釈由美子                                                | アミューズ                                                      |
| OL銭道                                        | 4月11日 - 6月20日                                 | 原案：青木雄二                                                                             | 菊川怜                                                  | 大映                                                            |
| 特命係長 只野仁 （1stシーズン）               | 7月4日 - 9月19日                                  | 柳沢きみお「特命係長 只野仁」                                                              | 高橋克典                                                | MMJ                                                             |
| 独身3!!                                       | 10月10日 - 12月19日                               | ロドリゲス井之介 「リーマン戦記・独身3」                                                   | 遠藤章造（ココリコ） 山本圭壱（極楽とんぼ） 山崎樹範    | 共同テレビ                                                      |
| 2004年                                        |                                                   |                                                                                            |                                                         |                                                                 |
| スカイハイ2                                   | 1月16日 - 3月19日                                 | 高橋ツトム                                                                                 | 釈由美子                                                | アミューズ                                                      |
| 霊感バスガイド事件簿                          | 4月16日 - 6月18日                                 | 赤川次郎「怪異名所巡り」シリーズ                                                           | 菊川怜                                                  | アベクカンパニー                                                |
| ああ探偵事務所                                | 7月2日 - 9月17日                                  | 関崎俊三                                                                                   | 永井大                                                  | MMJ                                                             |
| ミステリー民俗学者 八雲樹                     | 10月15日 - 12月17日                               | 金成陽三郎・山口譲司                                                                       | 及川光博                                                | ホリプロ                                                        |
| 2005年                                        |                                                   |                                                                                            |                                                         |                                                                 |
| 特命係長 只野仁 （2ndシーズン）               | 1月14日 - 3月18日                                 | 柳沢きみお                                                                                 | 高橋克典                                                | MMJ                                                             |
| 雨と夢のあとに                                | 4月15日 - 6月17日                                 | 柳美里                                                                                     | 黒川智花、沢村一樹                                      | 角川映画                                                        |
| はるか17                                      | 7月1日 - 9月16日                                  | 山崎さやか                                                                                 | 平山あや                                                | ホリプロ                                                        |
| 着信アリ                                      | 10月14日 - 12月16日                               | 秋元康「着信アリ」（原案）                                                                 | 菊川怜                                                  | 角川映画                                                        |
| 2006年                                        |                                                   |                                                                                            |                                                         |                                                                 |
| 時効警察 （第1シリーズ）                      | 1月13日 - 3月10日                                 |                                                                                            | オダギリジョー                                          | MMJ                                                             |
| てるてるあした                                | 4月14日 - 6月23日                                 | 加納朋子                                                                                   | 黒川智花、木村多江                                      | MMJ                                                             |
| ビバ!山田バーバラ                             | 6月30日・7月7日                                   | 鈴木由美子                                                                                 | 片瀬那奈                                                | 共同テレビ                                                      |
| 黒い太陽                                      | 7月28日 - 9月15日                                 | 新堂冬樹                                                                                   | 永井大                                                  |                                                                 |
| アンナさんのおまめ                            | 10月13日 - 12月15日                               | 鈴木由美子                                                                                 | ベッキー                                                | 国際放映                                                        |
| 2007年                                        |                                                   |                                                                                            |                                                         |                                                                 |
| 特命係長 只野仁 （3rdシーズン）               | 1月12日 - 3月16日                                 | 柳沢きみお                                                                                 | 高橋克典                                                | MMJ                                                             |
| 帰ってきた時効警察（第2シリーズ）             | 4月13日 - 6月8日                                  | -                                                                                          | オダギリジョー                                          | MMJ                                                             |
| スシ王子!                                     | 7月27日 - 9月14日                                 | -                                                                                          | 堂本光一 （KinKi Kids）                                 | オフィスクレッシェンド                                          |
| モップガール                                  | 10月12日 - 12月14日                               | 加藤実秋                                                                                   | 北川景子                                                | 東宝                                                            |
| 2008年                                        |                                                   |                                                                                            |                                                         |                                                                 |
| 未来講師めぐる                                | 1月11日 - 3月14日                                 | -                                                                                          | 深田恭子                                                | The Farm                                                        |
| キミ犯人じゃないよね?                         | 4月11日 - 6月13日                                 | -                                                                                          | 貫地谷しほり                                            | 共同テレビ                                                      |
| 打撃天使ルリ                                  | 7月25日 - 9月5日                                  | 山本康人                                                                                   | 菊川怜                                                  | 国際放映（製作協力）                                            |
| サラリーマン金太郎                            | 10月10日 - 12月12日                               | 本宮ひろ志「サラリーマン金太郎」                                                           | 永井大                                                  | MMJ                                                             |
| 2009年                                        |                                                   |                                                                                            |                                                         |                                                                 |
| 歌のおにいさん                                | 1月16日 - 3月13日                                 |                                                                                            | 大野智（嵐）                                            | 泉放送制作                                                      |
| 名探偵の掟                                    | 4月17日 - 6月19日                                 | 東野圭吾                                                                                   | 松田翔太                                                | アズバーズ（製作協力）                                          |
| メイド刑事                                    | 6月26日 - 9月11日                                 | 早見裕司                                                                                   | 福田沙紀                                                | 東映                                                            |
| マイガール                                    | 10月9日 - 12月11日                                | 佐原ミズ                                                                                   | 相葉雅紀（嵐）                                          | ジェイ・ストーム（企画製作） 東宝（製作協力）                   |
| 2010年                                        |                                                   |                                                                                            |                                                         |                                                                 |
| サラリーマン金太郎2                           | 1月8日 - 3月12日                                  | 本宮ひろ志                                                                                 | 永井大                                                  | MMJ                                                             |
| 警部補 矢部謙三                               | 4月9日 - 5月14日                                  |                                                                                            | 生瀬勝久                                                | 東宝                                                            |
| ハガネの女（season1）                         | 5月21日 - 7月2日                                  | 深谷かほる                                                                                 | 吉瀬美智子                                              | トータルメディアコミュニケーション（製作協力）                  |
| 熱海の捜査官                                  | 7月30日 - 9月17日                                 |                                                                                            | オダギリジョー                                          | MMJ                                                             |
| 秘密                                          | 10月15日 - 12月10日                               | 東野圭吾                                                                                   | 志田未来                                                | 文芸春秋（企画協力） 5年D組（製作協力）                         |
| 2011年                                        |                                                   |                                                                                            |                                                         |                                                                 |
| バーテンダー                                  | 2月4日 - 4月1日                                   | 城アラキ・長友健篩                                                                         | 相葉雅紀（嵐）                                          | ジェイ・ストーム（企画製作） オフィスクレッシェンド（製作協力） |
| 犬を飼うということ 〜スカイと我が家の180日〜  | 4月15日 - 6月10日                                 |                                                                                            | 錦戸亮 （関ジャニ∞）                                    | ザ・ワークス                                                    |
| ジウ 警視庁特殊犯捜査係                       | 7月29日 - 9月23日                                 | 誉田哲也「ジウ」                                                                           | 黒木メイサ、多部未華子                                  | 東宝                                                            |
| 11人もいる!                                   | 10月21日 - 12月16日                               |                                                                                            | 神木隆之介                                              | 泉放送制作（製作協力）                                          |
| 2012年                                        |                                                   |                                                                                            |                                                         |                                                                 |
| 13歳のハローワーク                            | 1月13日 - 3月9日                                  | 村上龍 「13歳のハローワーク」                                                              | 松岡昌宏（TOKIO）                                       | MMJ                                                             |
| 都市伝説の女（Part1）                         | 4月13日 - 6月8日                                  |                                                                                            | 長澤まさみ                                              | MMJ                                                             |
| ボーイズ・オン・ザ・ラン                      | 7月6日 - 9月7日                                   | 花沢健吾                                                                                   | 丸山隆平 （関ジャニ∞）                                  | 5年D組（製作協力）                                              |
| 匿名探偵 （第1シリーズ）                      | 10月12日 - 12月7日                                |                                                                                            | 高橋克典                                                | MMJ                                                             |
| 2013年                                        |                                                   |                                                                                            |                                                         |                                                                 |
| 信長のシェフ（Part1）                         | 1月11日 - 3月15日                                 | 西村ミツル・梶川卓郎                                                                       | 玉森裕太 （Kis-My-Ft2）                                 | 東映                                                            |
| お天気お姉さん                                | 4月12日 - 6月7日                                  | -                                                                                          | 武井咲                                                  | MMJ                                                             |
| 警部補 矢部謙三2                              | 7月5日 - 8月30日                                  | -                                                                                          | 生瀬勝久                                                | 東宝                                                            |
| 都市伝説の女（Part2）                         | 10月11日 - 11月22日                               | -                                                                                          | 長澤まさみ                                              | MMJ                                                             |
| 2014年                                        |                                                   |                                                                                            |                                                         |                                                                 |
| 私の嫌いな探偵                                | 1月17日 - 3月7日                                  | 東川篤哉 「烏賊川市シリーズ」                                                              | 剛力彩芽                                                | MMJ                                                             |
| 死神くん                                      | 4月18日 - 6月20日                                 | えんどコイチ                                                                               | 大野智（嵐）                                            |                                                                 |
| 匿名探偵 （第2シリーズ）                      | 7月4日 - 9月5日                                   |                                                                                            | 高橋克典                                                | MMJ                                                             |
| 黒服物語                                      | 10月24日 - 12月12日                               | 倉科遼・成田マナブ                                                                         | 中島健人 （Sexy Zone）                                  | MMJ                                                             |
| 2015年                                        |                                                   |                                                                                            |                                                         |                                                                 |
| セカンド・ラブ                                | 2月6日 - 3月20日                                  | -                                                                                          | 亀梨和也（KAT-TUN）                                     | オフィスクレッシェンド                                          |
| 天使と悪魔-未解決事件匿名交渉課-              | 4月10日 - 6月5日                                  | -                                                                                          | 剛力彩芽                                                | MMJ                                                             |
| 民王 （第1シリーズ）                          | 7月24日 - 9月18日                                 | 池井戸潤「民王」                                                                           | 遠藤憲一、菅田将暉                                      | アズバーズ                                                      |
| サムライせんせい                              | 10月23日 - 12月12日                               | 黒江S介                                                                                    | 錦戸亮 （関ジャニ∞）                                    | MMJ                                                             |
| 2016年                                        |                                                   |                                                                                            |                                                         |                                                                 |
| スミカスミレ 45歳若返った女                   | 2月5日 - 3月25日                                  | 高梨みつば 「スミカスミレ」                                                                | 桐谷美玲                                                | MMJ                                                             |
| 不機嫌な果実                                  | 4月29日 - 6月10日                                 | 林真理子                                                                                   | 栗山千明                                                | MMJ                                                             |
| グ・ラ・メ!〜総理の料理番〜                   | 7月22日 - 9月9日                                  | 西村ミツル・大崎充 「グ・ラ・メ! -大宰相の料理人-」                                        | 剛力彩芽                                                | MMJ                                                             |
| 家政夫のミタゾノ （第1シリーズ）              | 10月21日 - 12月9日                                |                                                                                            | 松岡昌宏（TOKIO）                                       | MMJ                                                             |
| 2017年                                        |                                                   |                                                                                            |                                                         |                                                                 |
| 奪い愛、冬                                    | 1月20日 - 3月3日                                  | -                                                                                          | 倉科カナ                                                | MMJ                                                             |
| 女囚セブン                                    | 4月21日 - 6月9日                                  | -                                                                                          | 剛力彩芽                                                | MMJ                                                             |
| あいの結婚相談所                              | 7月28日 - 9月1日                                  | 加藤山羊・矢樹純                                                                           | 山崎育三郎                                              | MMJ                                                             |
| 重要参考人探偵                                | 10月20日 - 12月8日                                | 絹田村子                                                                                   | 玉森裕太 （Kis-My-Ft2）                                 | MMJ                                                             |
| 2018年                                        |                                                   |                                                                                            |                                                         |                                                                 |
| ホリデイラブ                                  | 1月26日 - 3月16日                                 | こやまゆかり・草壁エリザ 「ホリデイラブ 〜夫婦間恋愛〜」                                   | 仲里依紗                                                | MMJ                                                             |
| 家政夫のミタゾノ （第2シリーズ）              | 4月20日 - 6月8日                                  |                                                                                            | 松岡昌宏（TOKIO）                                       | MMJ                                                             |
| dele                                          | 7月27日 - 9月14日                                 | 本多孝好（原案）                                                                           | 山田孝之、菅田将暉                                      |                                                                 |
| 僕とシッポと神楽坂                            | 10月12日 - 11月30日                               | たらさわみち                                                                               | 相葉雅紀（嵐）                                          | アズバーズ                                                      |
| 2019年                                        |                                                   |                                                                                            |                                                         |                                                                 |
| 私のおじさん〜WATAOJI〜                       | 1月11日 - 3月8日                                  | -                                                                                          | 岡田結実                                                | MMJ（製作協力）                                                 |
| 家政夫のミタゾノ （第3シリーズ）              | 4月19日 - 6月7日                                  | -                                                                                          | 松岡昌宏（TOKIO）                                       | MMJ                                                             |
| セミオトコ                                    | 7月26日 - 9月13日                                 | -                                                                                          | 山田涼介（Hey!Say!JUMP）                                | MMJ                                                             |
| 時効警察はじめました（第3シリーズ）           | 10月11日 - 12月6日                                | -                                                                                          | オダギリジョー                                          | MMJ                                                             |
| 2020年                                        |                                                   |                                                                                            |                                                         |                                                                 |
| 女子高生の無駄づかい                          | 1月24日 - 3月6日                                  | ビーノ                                                                                     | 岡田結実                                                | MMJ                                                             |
| 家政夫のミタゾノ （第4シリーズ）              | 4月24日 - 5月1日 / （放送中断） 6月19日 - 7月24日 | -                                                                                          | 松岡昌宏（TOKIO）                                       | MMJ                                                             |
| 真夏の少年〜19452020                          | 7月31日 - 9月18日                                 | -                                                                                          | 美 少年 （ジャニーズJr.）                               | MMJ                                                             |
| 24 JAPAN                                      | 10月9日 - 2021年3月26日                           | Based on the U.S. Series "24" Created by JOEL SURNOW & ROBERT COCHRAN 「24 -TWENTY FOUR-」 | 唐沢寿明                                                | トータルメディアコミュニケーション（製作協力）                  |
| 2021年                                        |                                                   |                                                                                            |                                                         |                                                                 |
| あのときキスしておけば                        | 4月30日 - 6月18日                                 |                                                                                            | 松坂桃李                                                | MMJ                                                             |
| 漂着者                                        | 7月23日 - 9月24日                                 | 原案：秋元康                                                                               | 斎藤工                                                  | アズバーズ                                                      |
| 和田家の男たち                                | 10月22日 - 12月10日                               | 大石静                                                                                     | 相葉雅紀（嵐）                                          | MMJ                                                             |
| 2022年                                        |                                                   |                                                                                            |                                                         |                                                                 |
| 愛しい嘘〜優しい闇〜                          | 1月14日 - 3月4日                                  | 愛本みずほ 「愛しい嘘 優しい闇」                                                           | 波瑠                                                    | MMJ                                                             |
| 家政夫のミタゾノ（第5シリーズ）               | 4月22日 - 6月10日                                 | -                                                                                          | 松岡昌宏（TOKIO）                                       | MMJ                                                             |
| NICE FLIGHT!                                  | 7月22日 - 9月9日                                  | -                                                                                          | 玉森裕太 （Kis-My-Ft2）                                 | MMJ                                                             |
| 最初はパー                                    | 10月28日 - 12月16日                               | 秋元康（企画・脚本）                                                                       | ジェシー（SixTONES）                                    | MMJ                                                             |
| 2023年                                        |                                                   |                                                                                            |                                                         |                                                                 |
| リエゾン -こどものこころ診療所-               | 1月20日 - 3月10日                                 | ヨンチャン（原作・漫画） 竹村優作（原作）                                                  | 山崎育三郎                                              | MMJ                                                             |
| 波よ聞いてくれ                                | 4月21日 - 6月9日                                  | 沙村広明                                                                                   | 小芝風花                                                | MMJ                                                             |
| 警部補ダイマジン                              | 7月7日 - 9月1日                                   | リチャード・ウー（原作） コウノコウジ（作画）                                              | 生田斗真                                                | OLM（製作協力） 楽映舎（製作協力）                              |
| 今日からヒットマン                            | 10月27日 - 12月15日                               | むとうひろし                                                                               | 相葉雅紀（嵐）                                          | MMJ                                                             |
| 2024年                                        |                                                   |                                                                                            |                                                         |                                                                 |
| おっさんずラブ-リターンズ-（Season3）         | 1月5日 - 3月1日                                   | -                                                                                          | 田中圭                                                  | アズバーズ（制作協力）                                          |
| JKと六法全書                                  | 4月19日 - 6月7日                                  | -                                                                                          | 幸澤沙良                                                | ノックアウト（制作協力）                                        |
| 伝説の頭 翔                                   | 7月19日 - 9月6日                                  | 夏原武（原作） 刃森尊（作画）                                                              | 高橋文哉                                                | MMJ                                                             |
| 無能の鷹                                      | 10月11日 - 11月29日                               | はんざき朝未                                                                               | 菜々緒                                                  | MMJ                                                             |
| 2025年                                        |                                                   |                                                                                            |                                                         |                                                                 |
| 僕のあざとい元カノ from あざとくて何が悪いの? | 1月24日 - 3月7日                                  |                                                                                            | 藤原丈一郎（なにわ男子） 加藤史帆 谷まりあ              |                                                                 |
| 魔物（마물）                                  | 4月18日 - 6月13日                                 | シン・ウニョン（原案）                                                                     | 麻生久美子                                              | SLL ホリプロ（制作協力）                                        |
| 奪い愛、真夏                                  | 7月18日 -                                         | -                                                                                          | 松本まりか                                              | MMJ                                                             |
| 恋する警護24時 （第2シリーズ）                | 10月 -                                            | -                                                                                          | 岩本照 （Snow Man）                                     |                                                                 |

## 歴代視聴率

### 歴代平均視聴率10傑
| 1  | 特命係長 只野仁（3rdシーズン）    | 2007年 | 14.35% |
| 2  | 特命係長 只野仁（2ndシーズン）    | 2005年 | 14.12% |
| 3  | 帰ってきた時効警察（第2シリーズ） | 2007年 | 11.99% |
| 4  | 特命係長 只野仁（1stシーズン）    | 2003年 | 11.96% |
| 5  | サラリーマン金太郎（第1期）       | 2008年 | 11.81% |
| 6  | 黒い太陽                          | 2006年 | 11.16% |
| 7  | 信長のシェフ（Part1）             | 2013年 | 10.84% |
| 8  | 歌のおにいさん                    | 2009年 | 10.76% |
| 9  | 警部補 矢部謙三                   | 2010年 | 10.70% |
| 10 | TRICK2                            | 2002年 | 10.57% |

※特命係長 只野仁（3rdシーズン）は、最終回が15分拡大となっている。

### 歴代最高視聴率10傑
| 1 | 特命係長 只野仁（3rdシーズン）    | 2007年 | 17.0%（第31回[3rdシーズンの最終回]） |
| 2 | 特命係長 只野仁（2ndシーズン）    | 2005年 | 16.0%（第16、17回）                  |
| 3 | 特命係長 只野仁（1stシーズン）    | 2003年 | 14.1%（第11回[1stシーズンの最終回]） |
| 4 | サラリーマン金太郎（第1期）       | 2008年 | 13.8%（初回）                        |
| 5 | 帰ってきた時効警察（第2シリーズ） | 2007年 | 13.6%（第6、最終回）                 |
| 6 | OLヴィジュアル系（2ndシリーズ）   | 2001年 | 12.7%（第2回）                       |
| 6 | ハガネの女（season1）             | 2010年 | 12.7%（第1、3回）                    |
| 8 | TRICK2                            | 2002年 | 12.3%（第6回）                       |
| 9 | 黒い太陽                          | 2006年 | 12.2%（第3回）                       |
| 9 | はるか17                          | 2005年 | 12.2%（初回）                        |

## ネット局
| 放送対象地域   | 放送局                         | 系列           | 放送日時                     | ネット状況 | 脚注                 |
| -------------- | ------------------------------ | -------------- | ---------------------------- | ---------- | -------------------- |
| 関東広域圏     | テレビ朝日（EX）               | テレビ朝日系列 | 金曜 23:15 - 翌0:15          | 制作局     | 制作局               |
| 北海道         | 北海道テレビ（HTB）            | テレビ朝日系列 | 金曜 23:15 - 翌0:15          | 同時ネット | [ net 1 ]            |
| 青森県         | 青森朝日放送（ABA）            | テレビ朝日系列 | 金曜 23:15 - 翌0:15          | 同時ネット |                      |
| 岩手県         | 岩手朝日テレビ (IAT)           | テレビ朝日系列 | 金曜 23:15 - 翌0:15          | 同時ネット |                      |
| 宮城県         | 東日本放送（khb）              | テレビ朝日系列 | 金曜 23:15 - 翌0:15          | 同時ネット | [ net 2 ]            |
| 秋田県         | 秋田朝日放送（AAB）            | テレビ朝日系列 | 金曜 23:15 - 翌0:15          | 同時ネット |                      |
| 山形県         | 山形テレビ（YTS）              | テレビ朝日系列 | 金曜 23:15 - 翌0:15          | 同時ネット |                      |
| 福島県         | 福島放送（KFB）                | テレビ朝日系列 | 金曜 23:15 - 翌0:15          | 同時ネット |                      |
| 新潟県         | 新潟テレビ21（UX）             | テレビ朝日系列 | 金曜 23:15 - 翌0:15          | 同時ネット |                      |
| 長野県         | 長野朝日放送（abn）            | テレビ朝日系列 | 金曜 23:15 - 翌0:15          | 同時ネット |                      |
| 石川県         | 北陸朝日放送（HAB）            | テレビ朝日系列 | 金曜 23:15 - 翌0:15          | 同時ネット |                      |
| 中京広域圏     | 名古屋テレビ（メ〜テレ / NBN） | テレビ朝日系列 | 金曜 23:15 - 翌0:15          | 同時ネット |                      |
| 広島県         | 広島ホームテレビ（HOME）       | テレビ朝日系列 | 金曜 23:15 - 翌0:15          | 同時ネット |                      |
| 山口県         | 山口朝日放送（yab）            | テレビ朝日系列 | 金曜 23:15 - 翌0:15          | 同時ネット |                      |
| 香川県・岡山県 | 瀬戸内海放送 (KSB)             | テレビ朝日系列 | 金曜 23:15 - 翌0:15          | 同時ネット | [ net 3 ]            |
| 愛媛県         | 愛媛朝日テレビ（eat）          | テレビ朝日系列 | 金曜 23:15 - 翌0:15          | 同時ネット |                      |
| 福岡県         | 九州朝日放送（KBC）            | テレビ朝日系列 | 金曜 23:15 - 翌0:15          | 同時ネット |                      |
| 長崎県         | 長崎文化放送（ncc）            | テレビ朝日系列 | 金曜 23:15 - 翌0:15          | 同時ネット |                      |
| 熊本県         | 熊本朝日放送（KAB）            | テレビ朝日系列 | 金曜 23:15 - 翌0:15          | 同時ネット |                      |
| 大分県         | 大分朝日放送（OAB）            | テレビ朝日系列 | 金曜 23:15 - 翌0:15          | 同時ネット |                      |
| 鹿児島県       | 鹿児島放送（KKB）              | テレビ朝日系列 | 金曜 23:15 - 翌0:15          | 同時ネット |                      |
| 沖縄県         | 琉球朝日放送（QAB）            | テレビ朝日系列 | 金曜 23:15 - 翌0:15          | 同時ネット | [ net 4 ]            |
| 静岡県         | 静岡朝日テレビ（SATV）         | テレビ朝日系列 | 金曜 23:45 - 翌0:45          | 30分遅れ   | [ net 5 ]            |
| 近畿広域圏     | 朝日放送テレビ（ABC TV）       | テレビ朝日系列 | 土曜 0:24 - 1:24（金曜深夜） | 69分遅れ   | [ net 6 ] [ net 7 ]  |
| 高知県         | テレビ高知（KUTV）             | TBS系列        | 土曜 0:20 - 1:20（金曜深夜） | 遅れネット | [ net 8 ]            |
| 鳥取県・島根県 | 日本海テレビ（NKT）            | 日本テレビ系列 | 土曜 2:05 - 3:05（金曜深夜） | 遅れネット | [ net 9 ] [ net 10 ] |

### 過去のネット局
| 放送対象地域 | 放送局                    | 系列    | 放送日時                     | 遅れ       | 脚注       |
| ------------ | ------------------------- | ------- | ---------------------------- | ---------- | ---------- |
| 宮崎県       | 宮崎放送（mrt）           | TBS系列 | 土曜 0:25 - 1:25（金曜深夜） | 遅れネット | [ net 11 ] |
| 富山県       | チューリップテレビ（TUT） | TBS系列 | 水曜 0:36 - 1:36（火曜深夜） | 遅れネット |            |

- 上記の他、『時効警察』、『帰ってきた時効警察』、および『サラリーマン金太郎』については、NHKの国際放送テレビジャパンがアメリカ合衆国、カナダ、プエルトリコに、『ツーハンマン』についてはハワイ州の地上波放送局KIKU-TVが同州内にそれぞれ放送した。（『サラリーマン金太郎』は2009年7月から放送）

## ネット配信
最新話配信はテレビ朝日の放送日時基準のため、遅れネット局では配信の更新に遅れて放送される。
同時ネット局放送済の分については、個別の記事を参照。
| 配信元               | 更新日時         | 配信期間 | 備考                               |
| -------------------- | ---------------- | -------- | ---------------------------------- |
| テレ朝キャッチアップ | 土曜 放送後 更新 | 7日      | 同時ネット局の最新話限定で無料配信 |
| TVer                 | 土曜 放送後 更新 | 7日      | 同時ネット局の最新話限定で無料配信 |

### 過去のネット配信元
- GYAO! - 2023年3月31日をもってサービスを終了。

## 関連番組
- 日曜ナイトドラマ
- 日曜ナイトプレミア
- 土曜ナイトドラマ
- 土曜ミッドナイトドラマ
- ウイークエンドドラマ
- 土曜ナイトドラマ (ABC)

### ネット局における脚注
1. ↑  『打撃天使ルリ』の第五撃（第5回）までは同時ネットで、2008年8月29日は開局40周年記念特別番組「HTB開局40周年記念「〜ありがとう40年〜全部たしたら10時間!ユメミル広場に大集合!!」」放送のため、1週ずつ繰り下がった。ただし、第六撃（第6回）はテレビ朝日と同時間帯での放送、最終撃は約1時間遅れとなる（これは、テレビ朝日制作のバラエティ番組『ウソバスター』を同時ネットするため）。なお、次回作の『サラリーマン金太郎』以降については再び同時ネットで放送される。
2. ↑  『名探偵の掟』より、1週遅れから同日時差に切り替え、『マイガール』から同時ネットとなる。
3. ↑  『モップガール』の初回放送が、サッカーの北京オリンピックアジア最終予選中継と被ってしまった関係で休止・1週延びて12日遅れとなった。年末編成を使って遅れ分を取り戻し、『未来講師めぐる』から再び5日遅れに戻る。また『サラリーマン金太郎』がAFCチャンピオンズリーグ決勝とFIFAワールドカップアジア地区最終予選中継により2週連続で被ってしまったため、第6回以降は17日遅れとなった。ここでも新作移行期間の特番ネットをせずに5日遅れに戻した。これらの事もあってか7月期の『メイド刑事』より土曜 0:20（金曜深夜）に枠移動した。その結果7日遅れと遅れ幅は広がったものの前述のようなサッカー日本代表戦中継（アウェー戦）による放送休止の弊害がなくなった。そして、2009年10月の番組編成で『金曜ナイトドラマ』を23:15に開始（同時ネット）し、これまで同時刻放送だった『探偵!ナイトスクープ』を土曜 0:20（金曜深夜）開始に変更した。
4. ↑  開局時（1995年10月）から2005年3月までは『探偵!ナイトスクープ』の同時ネットの為、1時間遅れの時差ネット。同年4月の『雨と夢のあとに』より同時ネットとなる。
5. ↑  自社制作番組『スポーツパラダイス』を放送のため30分遅れ。ただし、臨時にテレビ朝日と同一編成を行う都合上、同番組休止の上、本枠を同時ネットとする回がある。
6. ↑  自社制作番組『探偵!ナイトスクープ』を優先し1時間9分遅れ。
7. ↑  2018年3月までは、同年4月1日の認定放送持株会社移行に伴う商号変更並びに分社化前のため、朝日放送。
8. ↑  『特命係長 只野仁 第2シリーズ』終了で一旦ネット打ち切り。1クールの休止を経て、『黒い太陽』からネット再開したものの、『マイガール』で再び打ち切られたが、『ハガネの女』からネット再開。なお、高知放送では『トリック』（1、2）、『帰ってきた時効警察』が放映された。
9. ↑  『ああ探偵事務所』終了で一旦ネット打ち切り。1クールの休止を経て、「特命係長 只野仁第3シリーズ」からネット再開したものの、不定期放送となっていた。
10. ↑  以前は『NKT木曜エンタメ!』のタイトルで放送されていた。
11. ↑  本来放送される時間帯の土曜未明（0:40 - 1:35、金曜深夜）に海外ドラマ『LOST』（シーズン1、2）が放送され、『時効警察』と『帰ってきた時効警察』が月曜 - 金曜（14:00 - 14:55）、『キミ犯人じゃないよね?』が木曜（14:55 - 15:50）に放送されたことがあった。現在はテレビ宮崎で不定期放送。